# Palacio Salazar (Manzanos)
El palacio Salazar en Manzanos, Ribera Baja (Álava, España) es un palacio rural barroco del siglo XVII, con muros de mampostería sin revocar y juntas de gran tamaño, escasos ornamentos y sillería en los recercos de vanos, esquinales e impostas. El acceso principal es un pórtico o portalón de dos arcos sobre pilar central, que actúa como espacio previo de acogida. El edificio tiene planta rectangular con cubierta a tres aguas con teja árabe y presenta dos alturas: planta baja y primera.

## Descripción arquitectónica

### Fachadas
La fachada principal se alza en orientación este, sobre el parque Marqués de Narros, junto a la iglesia de San Juan Bautista, por lo que su presencia visual es destacada. En la planta baja aparece, levemente desplazado hacia la derecha, un portalón de dos arcos escarzanos rebajados con un sólido pilar central de piedra arenisca y dos pilastras en los extremos, con sus respectivos dados con molduras. Las dovelas de los dos arcos son piezas con la parte inferior saliente del paño de fachada. Se colocan impostas horizontales de placa de arenisca que marcan las líneas del forjado, tanto entre la planta baja y primera, como a la altura de la cornisa. La imposta se rompe en su encuentro con los arcos escarzanos. A la izquierda del portalón se abren dos ventanas no originales y a la derecha una única ventana original de menores dimensiones con resalte de la sillería del cerco. En la planta primera se disponen tres huecos adintelados de balcón rasante, que forman tres ejes. El balcón del eje central se corresponde verticalmente con el pilar del pórtico y los laterales con las ventanas del piso inferior, hoy sustituida la lateral izquierda por dos ventanas recercadas con piedra de distinto color. Los cercos de los marcos van resaltados con placas con orejas. Sobre la vertical de la pilastra izquierda del pórtico, en planta primera, luce un bello escudo rematado superior e inferiormente por cornisas con molduras. El escudo es cuartelado y lleva en los cuarteles primero y tercero las armas de los Salazar y Montoya, respectivamente. En el segundo cuartel lleva una cruz hueca en flor de lis ceñida por capelo y cordones de dignidad de obispo. El cuarto cuartel enseña dos calderas gringoladas, puestas a palo, orladas por ocho aspas o cruces de San Andrés. Las armas van timbradas con yelmo y lambrequines.
La fachada lateral sur se caracteriza por el conjunto superpuesto de dos pórticos de madera, conformando una solana que ocupa dos terceras partes de la fachada. El conjunto es una estructura de madera, con seis vanos adintelados por piso, cinco frontales y uno lateral en el mismo plano que la fachada principal. Los soportes de la planta primera son más altos y recogen la viguería del techo y los caness de la cubierta. Tres son los huecos abiertos en el muro remetido bajo el soportal: dos ventanas y una puerta de ingreso a las cuadras. Dos huecos de balcón dan entrada a la solana desde el interior de la casa. El tercer tramo de la fachada, el del lateral izquierdo, es un paño murario que tiene en el primer piso una única ventana con el marco resaltado en jambas y dintel y con un alféizar con molduras. Dos pequeños huecos abocinados se encargan de iluminar la cuadra en la planta baja. Estos huecos utilizan la imposta horizontal como dintel y el izquierdo ha perdido su forma apaisada al sufrir una ampliación de su tamaño.
La fachada trasera, orientada hacia el oeste y sobre un vial secundario, es predominantemente murararia. La planta baja, originalmente ciega, posee dos ventanas con cargaderos de madera. La primera planta tiene cinco vanos. El más pequeño está tapiado. Las ventanas laterales presentan los cercos resaltados en sus cuatro lados, mientras los dos vanos relativamente centrales son balcones rasantes. La fachada norte es un muro de mampostería que no se puede apreciar exteriormente por los anexos que presenta el edificio a lo largo de todo este frente. El muro cuenta con varios huecos que comunican la casa palacio con los anexos.
El portalón posee planta rectangular, con el techo de viguetas de madera entre los dos tramos formados por la jácena apoyada en una pilastra de poca altura y el pilar del portalón. En el frente se abre el acceso principal a la casa, adintelado y con un resalte plano de su marco y  postigo con clavazones de hierro. Un acceso de menores dimensiones sirve a una dependencia en el muro lateral derecho del portalón.

### Interior
La distribución interior en planta baja se desarrolla en torno a un espacioso vestíbulo o zaguán central de planta rectangular al que se entra desde el portalón. Del zaguán parte el núcleo de escaleras principal. La escalera es de dos tramos con descansillo, exenta y en escuadra. Los peldaños y la barandilla son de piedra. Una jácena como continuación de la del portalón recorre el vestíbulo y se apoya en una columna toscana junto a las escaleras y en una semicolumna en el muro entre el vestíbulo y el portalón, ambos soportes tienen en los capiteles un escudo tallado con las estrellas de los Salazar. El portal sirve a diversas dependencias: la cocina y sala en la parte izquierda, los aseos y almacén en la derecha y la cuadra ocupando todo el fondo oeste. La planta primera presenta las habitaciones nobles y el salón a la fachada principal y la antigua cocina se ubica en el lateral sur y con salida a la solana. Existen solados de cerámica antigua conformando diferentes dibujos según las estancias. Los forjados son roscas de ladrillo con relleno de argamasa entre los solivos de madera.